# 우진 (기업)
주식회사 우진(株式會社 宇進)은 대한민국의 제조 기업이다.

## 역사
1980년 5월 13일에 설립되었으며 2010년 7월 26일에 코스피에 상장하였다.

## 같이 보기
- 우진엔텍
- 우진산전
- 한국나가노
- 한국지노
- 에쓰브이씨
- 효명이엔지